# Georges Rivière (acteur)
Pour les articles homonymes, voir Georges Rivière et Rivière (homonymie).
Georges Rivière est un acteur français, né le 1er juillet 1924 à Neuilly-sur-Seine (Hauts-de-Seine).
Dans les années 1950, il tourne des films en Argentine sous le pseudonyme de « Jorge Rivier ». Il reprend sa carrière en France en 1958 et l'interrompt définitivement en 1970.

## Biographie

### Origines
Georges Aristide Claude Félix Rivière naît le 1er juillet 1924 à Neuilly-sur-Seine.

### Carrière
Georges Rivière commence sa carrière en Argentine sous le nom de Jorge Rivier, puis revient en France en 1958 où il continue de tourner de nombreux films, autant qu'en Allemagne et en Italie.
Il interrompt sa carrière cinématographique en 1970.

### Vie privée
Georges Rivière épouse Lucile Saint-Simon à Palma de Majorque en 1988, avec qui il avait notamment tourné L'Allumeuse, film sorti en 1965.

## Filmographie
- 1948 : Le Diable boiteux : le marquis de la Tour
- 1953 : El Vampiro negro
- 1954 : En carne viva
- 1954 : Mujeres casadas
- 1955 : Mi marido y mi novio
- 1955 : De noche también se duerme
- 1955 : Pájaros de cristal : Miguel Legrand, Mitia
- 1955 : La Delatora
- 1955 : Bacará
- 1956 : Alejandra
- 1956 : La Dama del millón
- 1957 : Las Campanas de Teresa
- 1957 : Désir diabolique (Susana y yo) : Arturo Hernán
- 1958 : Un centavo de mujer (en)
- 1958 : Cargaison blanche : Raymond
- 1958 : El Calavera
- 1959 : Houla-Houla : Dr Gilbert Rousset
- 1959 : Asphalte : Roger
- 1959 : John Paul Jones, maître des mers (John Paul Jones) : le chambellan russe
- 1959 : Visa pour l'enfer : Mario Balducci
- 1960 : Normandie-Niémen : Benoît
- 1960 : Les Mystères d'Angkor (Die Herrin der Welt - Teil I) : Logan
- 1960 : Les Mystères d'Angkor (Die Herrin der Welt - Teil II) : Logan
- 1960 : Le Passage du Rhin : Jean
- 1960 : Un Americano en Toledo : Arthur
- 1961 : La Fayette : Vergennes
- 1961 : L'Atlantide : John
- 1961 : Chacun son alibi (Crimen) : l'amant d'Eleonora
- 1961 : Le Jeu de l'assassin (de) (Mörderspiel) : Dahlberg
- 1961 : Le Jugement dernier (Il Giudizio universale) : Gianni
- 1961 : Le Jeu de la vérité : Bertrand Falaise
- 1962 : Le Dernier Quart d'heure : l'inspecteur Bart
- 1962 : Le Jour le plus long (The Longest Day) : le sergent Guy de Montlaur
- 1962 : Mandrin, bandit gentilhomme : Mandrin
- 1963 : Le Quatrième Mousquetaire (I Quattro moschettieri) : D'Artagnan
- 1963 : Le commissaire mène l'enquête de Fabien Collin, sketch Pour qui sonne le...
- 1963 : L'Accident : Julien
- 1963 : La Vierge de Nuremberg (La Vergine di Norimberga) : Max Hunter
- 1964 : Jean-Marc ou la Vie conjugale d'André Cayatte, 1er volet du diptyque : Philippe
- 1964 : Françoise ou la Vie conjugale d'André Cayatte, 2e volet du diptyque : Philippe
- 1964 : Danse macabre (Danza macabra) : Alan Foster
- 1964 : Alerte à Orly (mini série)
- 1965 : Les Chiens dans la nuit : Giorgos
- 1965 : Le Justicier du Minnesota (Minnesota Clay) : Fox
- 1965 : La Cage de verre : Claude
- 1965 : Agent 3S3, passeport pour l'enfer (Agente 3S3: Passaporto per l'inferno) : le professeur Steve Dickson
- 1965 : L'Allumeuse (La Donnaccia)
- 1968 : Più tardi Claire, più tardi... de Brunello Rondi : Dr Falk
- 1970 : Piège blond de Jean Jabely : Hugo